# Lekkoatletyka na Letnich Igrzyskach Paraolimpijskich 2004 – trójskok kl. F46 mężczyzn
W  konkursie trójskoku kl. F46 (zawodnicy z amputowanymi kończynami) mężczyzn podczas Letnich Igrzysk Paraolimpijskich 2004 rywalizowało ze sobą 11 zawodników.

## Wyniki

### Finał
| Poz. | Zawodnik              | Narodowość | Rezultat | Uwagi |
| ---- | --------------------- | ---------- | -------- | ----- |
| 1    | Anton Skachkov        | Ukraina    | 14.12    |       |
| 2    | Mai Wenjie            | Chiny      | 14.03    |       |
| 3    | Zhang Hongwei         | Chiny      | 13.92    |       |
| 4    | Jiao Xingquan         | Chiny      | 13.73    |       |
| 5    | Yaghoub Pagheh        | Iran       | 13.46    |       |
| 6    | Aliaksandr Subota     | Białoruś   | 13.08    | DNF   |
| 7    | Arnaud Assoumani      | Francja    | 12.84    |       |
| 8    | Georgios Toptsis      | Grecja     | 12.41    |       |
| 9    | Devendra              | Indie      | 12.03    |       |
| 10   | Tsung Wei Arfaoui     | Tunezja    | 11.66    |       |
|      | Rajarathinam Subbaiah | Indie      | DNS      |       |